# Pavel II. Šubić
Pavel II. Šubić Bribirský (chorvatsky Pavao II. Šubić Bribirski, * kolem roku 1295 – srpen 1346, Ostrovica) byl chorvatský šlechtic ze šlechtického rodu Šubićů Bribirských, kníže z Trogiru a Ostrovice.

## Život
Narodil se jako třetí syn chorvatského bána Pavla I. Šubiće Bribirského († 1312).
V pramenech je Pavel II. uváděn od roku 1301, kdy byl spolu se svými bratry Mladenem II. , Jiřím II. , Řehořem V. a Markem III. jmenován knížetem z Trojpolí. Od roku 1305 byl také knížetem z trogirským a v roce 1311 je zmíněn též jako kníže skradinský.
Nespokojen s rozdělením moci mezi bratry vedl spolu s dalšími chorvatskými šlechtici povstání proti svému staršímu bratrovi, bánu Mladenovi II. ve snaze získat kontrolu nad zemí. Po porážce bratří u Blizna v roce 1322 jeho plán na převzetí bánského úřadu a zároveň dosažení dominantního v rodině selhal, proto podporoval alespoň svého bratra Jiřího II. († 1330) v čele rodu.
Po smrti Jiřího podporoval Pavel II. jeho syna a nástupce Mladena III. v boji proti dalším chorvatským šlechticům vedeným knížetem Nelipčićem II., za což obdržel panství Ostrovice, které odkázal svému nezletilému synovi Jiřímu, jemuž ustanovil za poručníka svého bratra Řehoře V. Od jeho syna Jiřího pochází pozdější mocný šlechtický rod Zrinských.

### Manželství a rodina
Oženil se s krksou princeznou Alžbětou Frankopanovou († po roce 1347), s níž měl dva syny, Jiřího III. a Přibíka a dceru Kateřinu.